# Campeonato dos Estados Unidos de Ciclismo em Pista
Os Campeonatos dos Estados Unidos de Ciclismo em Pista são organizados pela USA Cycling (EUA Ciclismo) anualmente para determinar o campeão ciclista dos Estados Unidos, na modalidade.
Os campeonatos têm evoluído ao longo dos anos para incluir mais eventos para homens e mulheres. A corrida strach foi introduzida em 2002, bem como o keirin feminino. Madison masculino havia sido realizado há mais de um século antes de madison feminino foi introduzido pela primeira vez em 2009.

## Masculino

### Sênior (Amador)
| Ano                | Ouro             | Prata    | Bronze      |
| Corrida por pontos |                  |          |             |
| 1950               | Al Stiller       |          |             |
| 1951               | Al Stiller       |          |             |
| 1978               | Ron Skarin       |          | Roger Young |
| 1981               | Ron Skarin       |          |             |
| 1985               | Carl Sundqvist   |          |             |
| 1986               | Franke Andreau   |          |             |
| 1987               | Dan Vogt         |          |             |
| 1988               | Franke Andreau   | Dan Vogt |             |
| 1989               | Craig Shommer    |          |             |
| 1990               | Jim Pollack      |          |             |
| 1999               | Colby Pearce     |          |             |
| 2000               | James Carney     |          |             |
| 2001               | James Carney     |          |             |
| 2002               | James Carney     |          |             |
| 2003               | James Carney     |          |             |
| 2004               | James Carney     |          |             |
| 2005               | Robert Lea       |          |             |
| 2006               | Michael Creed    |          |             |
| 2007               | Michael Friedman |          |             |
| 2008               | Colby Pearce     |          |             |
| 2009               | Taylor Phinney   |          |             |

### Sênior (Elite)
| Ano         | Ouro                  | Prata                | Bronze             |
| Perseguição |                       |                      |                    |
| 1999        | Tommy Mulkey          |                      |                    |
| 2000        | Michael Tillman       |                      | Adham Sbeih        |
| 2001        | Michael Tillman       |                      |                    |
| 2002        | Michael Tillman       |                      |                    |
| 2003        | Kenny Williams        | Tyler Farrar         | Adham Sbeih        |
| 2004        | Robert Lea            | Kenny Williams       | Curtis Gunn        |
| 2005        | Charles Bradley Huff  | Robert Lea           | Curtis Gunn        |
| 2006        | Michael Friedman      | Charles Bradley Huff | Roger Rilling      |
| 2007        | Taylor Phinney        | Charles Bradley Huff | Michael Friedman   |
| 2008        | Taylor Phinney        |                      |                    |
| 2009        | Taylor Phinney        | Roman Kilun          | Daniel Harm        |
| Quilômetro  |                       |                      |                    |
| 1995        | Sky Christopherson    | Erin Hartwell        | Jeff Solt          |
| 2000        | Jonas Carney          |                      |                    |
| 2001        | Marty Nothstein       |                      |                    |
| 2002        | Michael Beers         |                      |                    |
| 2003        | Bobby Lea             |                      |                    |
| 2004        | Anton Quist           |                      |                    |
| 2005        | Christian Stahl       |                      |                    |
| 2006        | Stephen Hill          | Steve Beardsley      | David Espinoza     |
| 2007        | Stephen Hill          | David Espinoza       | Steve Pelaez       |
| 2008        | Taylor Phinney        | Jimmy Watkins        | Stephen Hill       |
| 2009        | Giddeon Massie        | Taylor Phinney       | David Espinoza     |
| Velocidade  |                       |                      |                    |
| 2000        | Marty Nothstein       |                      |                    |
| 2001        | Marty Nothstein       |                      |                    |
| 2002        | Jeffrey LaBauve       |                      |                    |
| 2003        | Stephen Alfred        |                      |                    |
| 2004        | Michael Blatchford    |                      |                    |
| 2005        | Stephen Alfred        |                      |                    |
| 2006        | Giddeon Massie        | Adam Duvendeck       | Michael Blatchford |
| 2007        | Michael Blatchford    | Ben Barczewski       | Adam Duvendeck     |
| 2008        | Jimmy Watkins         | Stephen Hill         | Lanell Rockmore    |
| 2009        | Jeremy Adam Duvendeck | Giddeon Massie       | Daniel Walker      |
| Keirin      |                       |                      |                    |
| 1999        | Marty Nothstein       |                      |                    |
| 2000        | Marty Nothstein       |                      |                    |
| 2001        | Marty Nothstein       |                      |                    |
| 2002        | Garth Blackburn       |                      |                    |
| 2003        | Marty Nothstein       | Benjamin Barczewski  | Steven Alfred      |
| 2004        | Marty Nothstein       | Andy Lakatosh        | Robert Lindstrom   |
| 2005        | Steven Alfred         | Ryan Nelman          | Aaron Kacala       |
| 2006        | Adam Duvendeck        | Kevin Selker         | Gideon Massie      |
| 2007        | Gideon Massie         | Benjamin Barczewski  | Brent Stein        |
| 2008        | Jimmy Watkins         | Justin Williams      | Lanell Rockmore    |
| 2009        | Giddeon Massie        | David Espinoza       | Steven Beardsley   |
| Scratch     |                       |                      |                    |
| 2002        | Marty Nothstein       |                      |                    |
| 2003        | Colby Pearce          | Scott Zwizanski      | Tim Reinhart       |
| 2004        | Josh Kerkhof          | Walker Starr         | Guillaume Nelessen |
| 2005        | Josh Kerkhof          | David McCook         | Ryan Miller        |
| 2006        | David McCook          | Cody O'Reilly        | Dan Vogt           |
| 2007        | David McCook          | Cody O'Reilly        | Steve Pelaez       |
| 2008        | Daniel Holloway       | Kenny Williams       | Cody O'Reilly      |
| 2009        | Bobby Lea             | Julian Kyer          | Daniel Holloway    |

### Sub-23
| Ano                | Ouro            | Prata    | Bronze       |
| Corrida por pontos |                 |          |              |
| 2008               | Daniel Holloway | Guy East | Jackie Simes |

### Júnior
| Ano                | Ouro                | Prata               | Bronze             |
| Perseguição        |                     |                     |                    |
| 1984               | Frankie Andreu      | Dan Vogt            |                    |
| 1987               | Erin Hartwell       | Charlie Issendorf   | ?                  |
| 2003               | Zachary Grabowski   | Tucker Brown        | David Fleischhauer |
| 2005               | Daniel Holloway     | Cody O'Reilly       | Taylor Brown       |
| 2008               | Brian Larsen        | Alan Ting           | Danny Finneran     |
| 2009               | Ian Moir            | Danny Heeley        | Zack Stein         |
| 2010               | Lawson Craddock     | Mathew Lipscomb     | Zach Noonan        |
| 2011               | Gregory Daniel      | Mathew Lipscomb     | Payl Lynch         |
| 2012               | Jordan Cullen       | Gregory Daniel      | Zachary Carlson    |
| 2013               | Jordan Cullen       | Michael Dessau      | Zachary Carlson    |
| Velocidade         |                     |                     |                    |
| 2009               | Colton Barrett      | Tynan Farley        | Alan Ting          |
| Keirin             |                     |                     |                    |
| 2003               | Andy Lakatosh       | Benjamin Barczewski | Aaron Kacala       |
| 2005               | Benjamin Barczewski | Spencer Hartfeld    | Mike Schnabel      |
| 2008               | Epes Harris         | Daniel Walker       | Kit Karzen         |
| 2009               | Alan Ting           | Matthew Baranoski   | Morgan Ryan        |
| Corrida por pontos |                     |                     |                    |
| 1984               | Frankie Andreu      | Dan Vogt            |                    |
| 2003               | Christopher Remaly  | Marty Cahill        | Tucker Brown       |
| 2005               | Richard Schenck     | Daniel Holloway     | Rodney Santiago    |
| 2008               | Kit Karzen          | Michael Niemi       | Zack Stein         |
| 2009               | Zack Stein          | Ian Moir            | Danny Heeley       |
| 2010               | John Tomlinson      | Daniel Farinha      | Joseph Prettyman   |
| Scratch            |                     |                     |                    |
| 2003               | Christopher Remaly  | Ryan Luttrell       | Chris Mehus        |
| 2008               | Erik Meier          | Lanell Rockmore     | Iggy Silva         |
| 2009               | John Tomlinson      | Ian Moir            | Zack Stein         |

### Madison
| Ano  | Ouro                                    | Prata                           | Bronze                                  |  |
| 1901 | Floyd McFarland & ?                     |                                 |                                         |  |
| 1904 | Floyd McFarland & ?                     |                                 |                                         |  |
| 1985 |                                         | Dan Vogt & Chris Gutowski       |                                         |  |
| 1989 |                                         | Dan Vogt & Carl Sundqvist       |                                         |  |
| 2000 | Colby Pearce & Michael Tillman          |                                 |                                         |  |
| 2001 | Jame Carney & Colby Pearce              |                                 |                                         |  |
| 2002 | Jame Carney & Colby Pearce              |                                 |                                         |  |
| 2003 | Jackson Stewart & Erik Saunders         | Jonas Carney & Colby Pearce     | Kenny Williams & Tyler Farrar           |  |
| 2004 | Matt Stephens & Charles Bradley Huff    | Jonas Carney & Colby Pearce     | Robert Lea & James Carney               |  |
| 2005 | Colby Pearce & Chad Hartley             | Michael Friedman & Robert Lea   | Rahsaan Bahati & Erik Saunders          |  |
| 2006 | Charles Bradley Huff & Michael Friedman | Chad Hartley & Rahsaan Bahati   | Dan Vogt & Austin Carroll               |  |
| 2007 | Robert Lea & Colby Pearce               | Rahsaan Bahati & Austin Carroll | Michael Friedman & Charles Bradley Huff |  |
| 2008 | Colby Pearce & Daniel Holloway          | Guy East & Austin Carroll       | Danny Heeley & Ian Moir                 |  |
| 2009 | Cody O'Reilly & Iggy Silva              | Ryan Luttrell & Ryan Sabga      | Shane Kline & Bobby Lea                 |  |

### Madison (Júnior)
| Ano  | Ouro                            | Prata                        | Bronze                       |
| 2003 | Marty Cahill & Adam Southerland | Chris Ruhl & Julian Cushing  | Ryan Luttrell & Dean Tracy   |
| 2009 | Danny Heeley & Kit Karzen       | Ian Moir & Benjamin Swedberg | Jesse Marans & Colt Peterson |

### Velocidade por equipes
| Ano  | Ouro                                                              | Prata                                                                    | Bronze                                      |
| 1995 | Sky Christopherson, Jeff Solt, Bill Clay                          |                                                                          |                                             |
| 2000 | Jonas Carney, Johnny Barios, Marty Nothstein & Marcello Arrue     |                                                                          |                                             |
| 2001 | Marty Nothstein, Josh Weir, & Sky Christopherson                  |                                                                          |                                             |
| 2002 | Giddeon Massie, Garth Blackburn, Jeffery LaBauve & Adam Duvendeck |                                                                          |                                             |
| 2003 | Giddeon Massie, Marty Nothstein, Andy Lakatosh & Christian Stahl  |                                                                          |                                             |
| 2004 |                                                                   |                                                                          |                                             |
| 2005 | Ryan Nelman, Kevin Belz & Christian Stahl                         |                                                                          |                                             |
| 2006 | Kevin Selker, Giddeon Massie & Michael Blatchford                 | Benjamin Barczewski, Andrew Lakatosh, Spencer Hartfield & Adam Duvendeck | Ryan Nelman, Eduardo Cocina & Mike Friedman |
| 2007 | Giddeon Massie, Ryan Nelman & Ben Barczewski                      |                                                                          |                                             |
| 2008 | Dean Tracy, Kelyn Akuna & Jimmy Watkins                           |                                                                          |                                             |
| 2009 | Lanell Rockmore, Dean Tracy & Kevin Mansker                       | Kelyn Akuna, Steven Beardsley & Daniel Walker                            | Andrew LaCorte, Dean Tracy & David Espinoza |

### Velocidade por equipes (Júnior)
| Ano  | Ouro                                         | Prata                                     | Bronze                                         |
| 2009 | Daniel Farinha, Vincent Juarez & Eddie Zhang | Royce Strange, Imari Miller & Sean Pinard | Danny Heeley, Benjamin Swedberg & Jesse Marans |

### Perseguição por equipes
| Ano  | Ouro                                                                       | Prata                                                            | Bronze                                                        |
| 1985 |                                                                            | Dan Vogt, Chris Gutowsky, Chris Gato, Carl Sunqvist              |                                                               |
| 1987 |                                                                            | Dan Vogt, Chris Gutowsky, Chris Gato, ?                          |                                                               |
| 1999 | Tommy Mulkey, Ryan Miller & Adam Laurent                                   |                                                                  |                                                               |
| 2000 | Erin Hartwell, Mariano Friedick, Derek Bouchard-Hall & Tommy Mulkey        |                                                                  |                                                               |
| 2001 | James Carney, Jonas Carney, Colby Pearce & Ryan Miller                     |                                                                  |                                                               |
| 2002 | James Carney, Colby Pearce, Kenny Williams & Michael Tillman               |                                                                  |                                                               |
| 2003 | Mariano Friedick, Tyler Farrar, Adham Sbeih & Kenny Williams               |                                                                  |                                                               |
| 2004 | Colby Pearce, James Carney, Robert Lea & Guillaume Nelessen                |                                                                  |                                                               |
| 2005 | Guillaume Nelessen, Michael Friedman, Robert Lea & Ryan Miller             | Kenny Williams, Charles Bradley Huff, Curtis Gunn & Colby Pearce | William Frischkorn, Todd Yezefski, Nathan Mitchell & Dan Vogt |
| 2006 | Michael Creed, Michael Friedman, William Frischkorn & Charles Bradley Huff | Jamiel Danesh, Taylor Tolleson, Daniel Harm & Todd Yezefski      | Austin Carroll, Dan Vogt, Roger Rilling & John Allen          |
| 2007 | Colby Pearce, Charles Bradley Huff, Michael Friedman & Michael Creed       | Ben Jacques-Maynes, Roman Kilun, David McCook & Jamiel Danesh    | Daniel Harm, Tom Zirbel, Kenny Williams & James Stangeland    |
| 2008 | Taylor Phinney, Daniel Holloway, Colby Pearce & Charles Bradley Huff       | Kenny Williams, Daniel Harm, Roman Kilun & James Stangeland      | Ian Burnett, Zach Watson, Daniel Lionberg & Julian Kyer       |
| 2009 | Julian Kyer, Ian Moir, Taylor Phinney & Justin Williams                    | Daniel Lionberg, Ryan Luttrell, Ryan Sabga & Zach Watson         | Daniel Harm, Roman Kilun, Bobby Lea & Stephen Pelaez          |

### Perseguição por equipes (Júnior)
| Ano  | Ouro                                                           | Prata                                                      | Bronze |
| 2012 | Jordan Cullen, Jonathon Schilling, Zack Gould, Noah Williams   | Michael Dessau, Zeke Mostov, Jake Silverberg, Imari Miller |        |
| 2013 | Jordan Cullen, Jonathon Schilling, Michael Dessau, Zeke Mostov |                                                            |        |

## Feminino

### Sênior
| Ano                         | Ouro              | Prata                   | Bronze                 |
| Perseguição                 |                   |                         |                        |
| 2001                        | Erin Mirabella    |                         |                        |
| 2002                        | Angela Vargas     |                         |                        |
| 2003                        | Sarah Uhl         |                         |                        |
| 2004                        | Annette Hanson    | Nancy Lux               | Larssyn Staley         |
| 2005                        | Sarah Hammer      | Erin Veenstra-Mirabella | Kristin Armstrong      |
| 2006                        | Sarah Hammer      | Katie Compton           | Neva B. Day            |
| 2007                        | Dotsie Bausch     | Christen King           | Angela Coggan          |
| 2008                        | Kimberly Geist    | Alison Powers           | Shannon Koch           |
| 2009                        | Sarah Hammer      | Dotsie Bausch           | Heather Jackson        |
| Contrarrelógio (500 metros) |                   |                         |                        |
| 2001                        | Tanya Lindenmuth  |                         |                        |
| 2002                        | Tanya Lindenmuth  |                         |                        |
| 2003                        | Christine Witty   |                         |                        |
| 2004                        | Becky Conzelman   |                         |                        |
| 2005                        | Jennie Reed       | Anna Lang               | Martha Dunne           |
| 2006                        | Jennie Reed       |                         |                        |
| 2007                        | Liz Reap          |                         |                        |
| 2008                        | Cari Higgins      |                         |                        |
| 2009                        | Cristin Walker    | Cari Higgins            | Colleen Hayduk         |
| Velocidade                  |                   |                         |                        |
| 2001                        | Tanya Lindenmuth  |                         |                        |
| 2002                        | Tanya Lindenmuth  |                         |                        |
| 2003                        | Christine Witty   |                         |                        |
| 2004                        | Becky Conzelman   |                         |                        |
| 2005                        | Jennie Reed       |                         |                        |
| 2006                        | Jennie Reed       |                         |                        |
| 2007                        | Jennie Reed       |                         |                        |
| 2008                        | Cari Higgins      |                         |                        |
| 2009                        | Cristin Walker    | Cari Higgins            | Dana Feiss             |
| Keirin                      |                   |                         |                        |
| 2002                        | Jennie Reed       |                         |                        |
| 2003                        | Sarah Uhl         |                         |                        |
| 2004                        | Suzanne Goodwin   |                         |                        |
| 2005                        | Jennie Reed       | Rebecca Quinn           | Anna Webb              |
| 2006                        | Jennie Reed       | Anna Lang               | Michelle Bono          |
| 2007                        | Jennie Reed       | Liz Reap-Carlson        | Christin Walker        |
| 2008                        | Cari Higgins      | Dana Feiss              | Christin Walker        |
| 2009                        | Cristin Walker    | Dana Feiss              | Anna Lang              |
| Perseguição por pontos      |                   |                         |                        |
| 2001                        | Erin Mirabella    |                         |                        |
| 2002                        | Sarah Uhl         |                         |                        |
| 2003                        | Erin Mirabella    |                         |                        |
| 2004                        | Ashley Kimmett    |                         |                        |
| 2005                        | Sarah Hammer      | Lauren Franges          | Kori Seehafer          |
| 2006                        | Sarah Hammer      | Rebecca Quinn           | Theresa Cliff-Ryan     |
| 2007                        | Rebecca Quinn     | Heather Albert-Hall     | Katharine Lundby       |
| 2008                        | Kacey Manderfield | Alison Powers           | Theresa Cliff-Ryan     |
| 2009                        | Sarah Hammer      | Theresa Cliff-Ryan      | Shelley Olds           |
| Scratch                     |                   |                         |                        |
| 2002                        | Rebecca Quinn     |                         |                        |
| 2003                        | Sarah Hammer      |                         |                        |
| 2004                        | Rebecca Quinn     |                         |                        |
| 2005                        | Rebecca Quinn     | Sarah Hammer            | Anna Webb              |
| 2006                        | Sarah Hammer      | Rebecca Quinn           | Theresa Cliff-Ryan     |
| 2007                        | Christen King     | Rebecca Quinn           | Theresa Cliff-Ryan     |
| 2008                        | Shelley Olds      | Kacey Manderfield       | Rebecca Quinn          |
| 2009                        | Shelley Olds      | Colleen Hayduk          | Catherine Fielder-Cook |

### Júnior
| Ano                         | Ouro           | Prata              | Bronze            |
| Perseguição                 |                |                    |                   |
| 2005                        | Kimberly Geist | Natalie Klemko     | Lauren Tracy      |
| 2008                        | Mary Costelloe | Colleen Gulick     | Colleen Hayduk    |
| 2009                        | Coryn Rivera   | Colleen Gulick     | Kaitlin Antonneau |
| Contrarrelógio (500 metros) |                |                    |                   |
| 2009                        | Colleen Gulick | Shelbe Eck         | Madalyn Godby     |
| Velocidade                  |                |                    |                   |
| 2009                        | Shelbe Eck     | Madalyn Godby      | Colleen Gulick    |
| Keirin                      |                |                    |                   |
| 2005                        | Natalie Klemko | Cindy-Joy Lakatosh | Shelby Allen      |
| 2008                        | Colleen Hayduk | Shelby Reynolds    | Elspeth Huyett    |
| 2009                        | Colleen Gulick | Shelby Reynolds    | Madalyn Godby     |
| Corrida por pontos          |                |                    |                   |
| 2008                        | Colleen Hayduk | Mary Costelloe     | Shelby Reynolds   |
| 2009                        | Kendall Ryan   | Coryn Rivera       | Shelby Reynolds   |
| Scratch                     |                |                    |                   |
| 2005                        | Kimberly Geist | Cindy-Joy Lakatosh | Natalie Klemko    |
| 2008                        | Colleen Hayduk | Elspeth Huyett     | Nina Santiago     |
| 2009                        | Colleen Gulick | Kendall Ryan       | Shelbe Eck        |

### Madison feminino
| Ano  | Ouro                         | Prata                        | Bronze                                    |
| 2009 | Anna Lang & Jennifer Reither | Cari Higgins & Christen King | Catherine Fielder-Cook & Cassandra Holman |

### Velocidade por equipes feminino
| Ano  | Ouro                            | Prata                              | Bronze                      |
| 2005 | Anna Lang & Martha Dunne        |                                    |                             |
| 2006 | Jennie Reed & Liz Carlson       | Anna Lang & Martha Dunne           | Sarah Hammer & Shelby Allen |
| 2007 | Liz Reap & Cari Higgins         | Anna Lang & Martha Dunne           |                             |
| 2008 | Liz Reap-Carlson & Cari Higgins |                                    |                             |
| 2009 | Cari Higgins & Cassandra Holman | Jen Featheringill & Cristin Walker | Dana Feiss & Cj Boyenger    |

### Perseguição por equipes feminino
| Ano  | Ouro                                         | Prata                                      | Bronze                                             |
| 2007 | Dotsie Bausch, Jennie Reed & Sarah Hammer    |                                            |                                                    |
| 2008 | Kimberly Geist, Alison Powers & Shannon Koch |                                            |                                                    |
| 2009 | Dotsie Bausch, Kimberly Geist & Sarah Hammer | Cari Higgins, Christen King & Shelley Olds | Jennifer Triplett, Jennifer Wheeler & Kendi Thomas |

### Velocidade por equipes (Júnior)
| Ano  | Ouro                            | Prata                       | Bronze                          |
| 2009 | Christine Barron & Coryn Rivera | Shelbe Eck & Colleen Gulick | Madalyn Godby & Shelby Reynolds |